# 巴斯曼司法
巴斯曼司法（俄语：Басманное правосудие）是一个用来表述2000年代出现的俄罗斯司法制度的术语，其特征是司法决定顺应当权者利益，缺乏独立性，因此与法治背道而驰。该说法来自莫斯科市巴斯曼区的巴斯曼区法院，该法院曾做出争议性判决，引发多方对俄罗斯司法体系的批评。其中包括米哈伊尔·鲍里索维奇·霍多尔科夫斯基一案。